# SD Itxako
Sociedad Deportiva Itxako, cunoscut și ca Asfi Itxako din motive de sponsorizare, a fost un club spaniol de handbal feminin din Estella-Lizarra, Navarra. Echipa Itxako a fost de patru ori câștigătoare a Ligii Spaniole de Handbal și finalista Ligii Campionilor EHF 2010-2011.

## Istoric
Itxako Reyno de Navarra a fost secția de handbal feminin a S.D. Itxako (în spaniolă Sociedad Deportiva Itxako - Asociația Sportivă Itxako). S.D. Itxako a fost fondată în 1972. Secția de handbal a fost înființată în 1990 cu o echipă la categoria junioare. Zece ani mai târziu, în 2000, echipa de senioare a promovat în divizia principală pentru cluburi din Spania, (în spaniolă División de Honor).
Prima apariție a lui Itxako într-o competiție europeană a fost în sezonul 2003/04 al Cupei EHF. Echipa spaniolă a fost învinsă în optimile de finală de Győri Audi ETO KC. În 2008, Itxako a terminat pe locul doi în liga iberică, la egalitate de puncte cu câștigătoarea Elda Prestigio. În același sezon Itxako a ajuns în finala Cupei EHF, pe care a pierdut-o în fața rusoaicelor de la Dinamo Volgograd. 2009 a adus primul titlu pentru club, care a câștigat liga spaniolă. Succesul a fost dublat prin cucerirea Cupei EHF în fața echipei germane HC Leipzig.
Începând din 2011, clubul s-a confruntat cu grave probleme financiare după pierderea sponsorului principal Asfi. În sezonul 2012/13, Itxako nu a mai înregistrat echipa în nicio competiție. În sfârșit, pe 17 octombrie 2013, un tribunal a decretat lichidarea clubului.

## Palmares
- División de Honor Femenina de Balonmano:
  -  Câștigătoare (4): 2009, 2010, 2011, 2012
  - Finalistă: 2008

- Copa de la Reina de Balonmano
  -  Câștigătoare (3): 2010, 2011, 2012

- Supercopa de España de Balonmano Femenino
  -  Câștigătoare (3): 2009, 2010, 2011

- Copa ABF
  - Finalistă: 2004, 2008
  - Semifinalistă: 2008

- Liga Campionilor EHF
  - Finalistă: 2011

- Cupa Cupelor EHF
  - Sfert-finalistă: 2006

- Cupa EHF
  -  Câștigătoare (1): 2009
  - Finalistă: 2008

## Sezon cu sezon
| Sezon   | Nivel | Divizie           | Loc          | Note      |
| ------- | ----- | ----------------- | ------------ | --------- |
| 1998–99 | 3     | Segunda Nacional  | 1 (Sector A) | Promovată |
| 1999–00 | 2     | Primera Nacional  | 1 (Grupa B)  | Promovată |
| 2000–01 | 1     | División de Honor | 9            |           |
| 2001–02 | 1     | División de Honor | 7            |           |
| 2002–03 | 1     | División de Honor | 4            |           |
| 2003–04 | 1     | División de Honor | 5            |           |
| 2004–05 | 1     | División de Honor | 4            |           |
| 2005–06 | 1     | División de Honor | 4            |           |

| Sezon   | Nivel | Divizie           | Loc | Note           |
| ------- | ----- | ----------------- | --- | -------------- |
| 2006–07 | 1     | División de Honor | 4   |                |
| 2007–08 | 1     | División de Honor | 2   |                |
| 2008–09 | 1     | División de Honor | 1   | Campioană      |
| 2009–10 | 1     | División de Honor | 1   | Campioană/Cupă |
| 2010–11 | 1     | División de Honor | 1   | Campioană/Cupă |
| 2011–12 | 1     | División de Honor | 1   | Campioană/Cupă |
| 2012–13 | 1     | División de Honor | 11  |                |
| 2013–14 | —     | Desființată       | —   |                |

- 13 sezoane în División de Honor

## Lotul de jucătoare
Ultima echipă cunoscută este cea din sezonul 2012–13:
| Nr. | Handbalistă        | Post    |
| --- | ------------------ | ------- |
| 1   | Isabel Maestro     | Portar  |
| 3   | Selene Sifuentes   | Centru  |
| 4   | Lidia Jiménez      | Inter   |
| 6   | Saray Urdiain      | Inter   |
| 7   | Alina Marin        | Pivot   |
| 8   | Vera Lopes         | Inter   |
| 9   | Ana Isabel Tornero | Extremă |
| 11  | Daniela Badea      | Extremă |
| 12  | Tania Serrano      | Portar  |
| 13  | Elisa Arrechea     | Pivot   |
| 15  | Valeria Flores     | Extremă |
| 17  | Cristina Barrios   | Inter   |

## Foste jucătoare notabile
- Macarena Aguilar
- Nely Carla Alberto
- Verónica Cuadrado
- Begoña Fernández
- Carmen Martín
- Silvia Navarro
- Nerea Pena
- Elisabeth Pinedo
- Alexandrina Barbosa
- Deonise Cavaleiro
- Ildiko Barbu
- Oana Șoit
- Emilia Turei
- Raphaëlle Tervel
- Maja Zebić

## Sală
- Nume: Polideportivo Municipal Lizarrerria
- Oraș: Estella-Lizarra, Navarra, Spania
- Capacitate: 2.000 de locuri
- Addresă: La Merindad, s/n